# Садова (комуна, Сучава)
Садова (рум. Sadova) — комуна у повіті Сучава в Румунії. До складу комуни входить єдине село Садова.
Комуна розташована на відстані 350 км на північ від Бухареста, 58 км на захід від Сучави.

## Населення
За даними перепису населення 2002 року у комуні проживали 2483 особи.
Національний склад населення комуни:
| Національність   | Кількість осіб | Відсоток |
| ---------------- | -------------- | -------- |
| румуни           | 2423           | 97,6%    |
| цигани           | 58             | 2,3%     |
| німці            | 1              | < 0,1%   |
| росіяни-липовани | 1              | < 0,1%   |

Рідною мовою назвали:
| Мова      | Кількість осіб | Відсоток |
| --------- | -------------- | -------- |
| румунська | 2444           | 98,4%    |
| циганська | 38             | 1,5%     |
| російська | 1              | < 0,1%   |

Склад населення комуни за віросповіданням:
| Релігія            | Кількість осіб | Відсоток |
| ------------------ | -------------- | -------- |
| православні        | 2440           | 98,3%    |
| п'ятдесятники      | 33             | 1,3%     |
| адвентисти         | 5              | 0,2%     |
| реформати          | 2              | 0,1%     |
| римо-католики      | 1              | < 0,1%   |
| греко-католики     | 1              | < 0,1%   |
| не вказали релігію | 1              | < 0,1%   |

## Зовнішні посилання
- Дані про комуну Садова на сайті Ghidul Primăriilor